# Enneapterygius etheostomus
Enneapterygius etheostomus es una especie de pez de la familia Tripterygiidae en el orden de los Perciformes.

## Morfología
• Los machos pueden llegar alcanzar los 5,5 cm de longitud total.

## Alimentación
Come  algas.

## Hábitat
Es un pez de mar  y de clima templado que vive hasta los 21 m de profundidad.

## Distribución geográfica
Se encuentra en el Japón (incluyendo las Islas Ryukyu) la China, Corea Taiwán, Hong Kong y el Vietnam.